# FTP-server
En FTP-server är ett datorprogram som använder sig av filöverföringsprotokollet FTP för att göra filer tillgängliga att ladda ner av FTP-klienter.

## FTP-servrar
- G6 (Windows)
- FileZilla (Windows)
- ioFTPD (Windows)
- RaidenFTPD (Windows)
- BulletProof FTP Server (bytt namn till G6 FTP Server) (Windows)
- Serv-U FTP Server (Windows)
- Golden FTP Server (Windows)
- IceWarp FTP Server (Windows)
- Xlight FTP Server (Windows)
- NcFTPd (Linux/Unix)
- ProFTPD (Linux/Unix)
- ProVide Server (formerly zFTPServer) (Windows)
- PureFTPd (Linux/Unix)
- WU-FTPD (Linux/Unix)
- glFtpD (Linux/Unix)